# Sputnikmusic
Sputnikmusic, o simplemente Sputnik, es un sitio web que ofrece críticas y noticias sobre música junto a características propias de los sitios web de estilo wiki. Fue creado por Jeremy Ferwerda, en enero de 2005. El formato del sitio es innovador, ya que permite a los profesionales coexistir con los usuarios amateur, distinguiéndose con ello de sitios web similares como Pitchfork Media y Tiny Mix Tapes y mediante una base de datos de estilo wiki comparable a Rate Your Music o IMDb.
Con el paso del tiempo, Sputnikmusic se ha establecido como una fuente fidedigna,[cita requerida] siendo mencionada en prensa escrita, convirtiéndose en crítico habitual en Metacritic y siendo citada como fuente en otros sitios web. Generalmente, los escritores del equipo de Sputnikmusic tienden a centrarse en la cobertura de noticias y la revisión o críticas de álbumes musicales. Desde el sitio se cubren todo tipo de géneros musicales, desde metal, punk, indie, rock, hip-hop, y pop hasta electrónica, jazz, reggae, trip-hop, música clásica y bandas sonoras.